# New York Nights: Success in the City
New York Nights: Success in the City es un videojuego de simulación de vida de acción y aventura desarrollado por Gameloft Montreal y distribuido por Gameloft. Fue lanzado para teléfonos móviles con botones en 2005 y para iPhone en 2009. New York Nights es la primera entrega en la serie Nights, cuenta con gráficos 2D y se asemeja a la serie The Sims. Una secuela, New York Nights 2: Friends For Life, fue lanzada más adelante para teléfonos móviles y Android.

## Jugabilidad

### Móvil
El jugador puede usar la cruceta o el teclado numérico para mover al personaje jugador. Para hablar con los personajes no jugables, el jugador deberá acercarse a uno y pulsar el botón en el centro de la cruceta o el botón numérico 5 cuando aparezca la opción de interactuar. Existe una gran cantidad de interacciones que pueden ser realizadas. Estas incluyen muchas actividades y acciones tales como comer pizza, mirar televisión y broncearse. Las acciones contribuirán a los cuatro atributos del personaje (salud, belleza, humor y cultura). El jugador podrá visitar lugares comunes de la ciudad de Nueva York.

### iPhone
El jugador solo necesita tocar en la pantalla el punto a donde quiera desplazar su avatar. Para hablar con personajes no jugables, el jugador deberá tocar el botón de interacción que aparecerá al acercarse a uno de estos personajes. Existen muchas interacciones como hablar, coquetear y bromear. Se podrán realizar más actividades dependiendo de la ubicación del jugador. Completar estas actividades resultarán en la suma o resta de atributos del jugador, los cuales son 16. El jugador puede visitar lugares de interés de Manhattan.

## Recepción
New York Nights recibió reseñas generalmente positivas de IGN y Pocket Gamer, quienes le dieron al juego un 8.8/10 y 8/10, respectivamente. También ha recibido muchas otras reseñas.
IGN dijo que «siempre hay algo para hacer, es fácil de jugar (...) y avanzar la historia, y el juego tiene un excelente sentido del humor».
Pocket Gamer dijo que es «atractivo, divertido, y que definitivamente vale la pena - solo no se lo digan a la esposa».
Otros analistas de juegos como GameSpot Asia le dieron al juego un 8,2/10. Slidetoplay le dio un 3,0/5, y PCmag le dio al juego un 4.5/5, diciendo que el juego fue «Excelente... Siempre y cuando vayas a casa y te tomes el metro antes de las 3:00 am».